# Afrički eksplozivi
AEL Mining Services je južnoafrička kompanija kompanija sa sedištem u Johanesburgu, glavnom gradu Južne Afrike. Osnovna delatnost preduzeća je proizvodnja eksploziva. Opslužuje rudarsku i građevinsku industriju širom Afrike. Njegovo originalno ime, African Ekplosives Limited, je skraćeno na AEL.

## Istorija
AEL je osnovan 1896. u Moderfonteinu nakon što je zlato otkriveno u Vitvatersrandu i danas je jedan od vodećih dobavljača eksploziva i usluga u rudarskoj, građevinskoj i industriji kamena širom Afrike.
AEL pruža širok spektar proizvoda i usluga povezanih s eksplozivima. Njihova ponuda uključuje proizvodnju i isporuku različitih tipova eksploziva, detonatorskih sistema, inicijatorskih sistema i drugih povezanih proizvoda. Takođe pružaju tehničku podršku, savetovanje i obuku kako bi pomogli klijentima u sigurnoj i efikasnoj primeni eksploziva.
Kao vodeći dobavljač eksploziva u Africi, AEL Mining Services ima značajnu prisutnost u rudarskoj i građevinskoj industriji na kontinentu. Njihove usluge se koriste u različitim sektorima, uključujući rudarstvo metala i minerala, uglja, kamena, kao i u građevinskim projektima.
Treba pomenuti da do 1999. se zvao African Ekplosives and Chemicals Industries Limited (AECI). Kasnije se proširio početkom 2000-ih i promenio ime u AEL Mining Services.
African Ekplosives Zambia ostvarila je prodaju od 62 miliona dolara u 2015.
Godine 2003. najavljeno je da će se izgraditi nova fabrika baruta koja će zameniti staru, koja je zatvorena 1994. nakon eksplozije..

## Proizvodnja
AEL Mining Services proizvodi različite vrste eksploziva i povezanih proizvoda za rudarsku, građevinsku i industriju kamena. Njihova ponuda uključuje sledeće vrste eksploziva:
- Dinamiti: AEL proizvodi dinamite koji se koriste za razne svrhe, uključujući rušenje stena u rudnicima, građevinske projekte i demontažu građevinskih objekata.
- Emulzije: Emulzije su vrsta eksploziva koja se sastoji od disperzije vode i gorivog materijala u kontinuiranoj fazi. AEL proizvodi emulzijske eksplozive koji se koriste za sigurno i efikasno razbijanje stena.
- Anfo: Anfo (amonijev nitrat-fuel oil) je eksplozivna smesa koja se sastoji od amonijevog nitrata i gorivog ulja. AEL proizvodi Anfo eksplozive koji se koriste u rudarskoj industriji za razbijanje stena.
- Električni detonatori: AEL proizvodi električne detonatore koji se koriste za inicijaciju eksploziva. Ti detonatori omogućavaju precizno kontrolisano paljenje eksploziva.
- Inicijatori i drugi povezani proizvodi: Osim eksploziva, AEL proizvodi i druge povezane proizvode poput inicijatora, vremenskih detonatora i drugih pribora za sigurnu i efikasnu primenu eksploziva.

## Operacije
AEL Mining Services je povezan sa AECI grupom, hemijskom kompanijom iz Južne Afrike. Kompanija upravlja proizvodnim pogonima u Gani, Maliju, Tanzaniji, Etiopiji, Zambiji, Zimbabveu i Bocvani. Njene akcije su kotirane na berzi u Lusaki u Zambiji.

## Spoljašnje veze
- AEL website